# Fuchengmen (metropolitana di Pechino)
Fuchengmen (in cinese: 阜成门站S, Fùchéngmén zhànP) è una stazione della linea 2 della metropolitana di Pechino.
La stazione prende il nome da Fuchengmen, una delle antiche porte sulle cinta murarie di Pechino, demolita durante gli anni '60, nel corso di una vasta campagna di modernizzazione urbana, per far posto a quella che sarebbe diventata la seconda tangenziale urbana della città.

## Storia

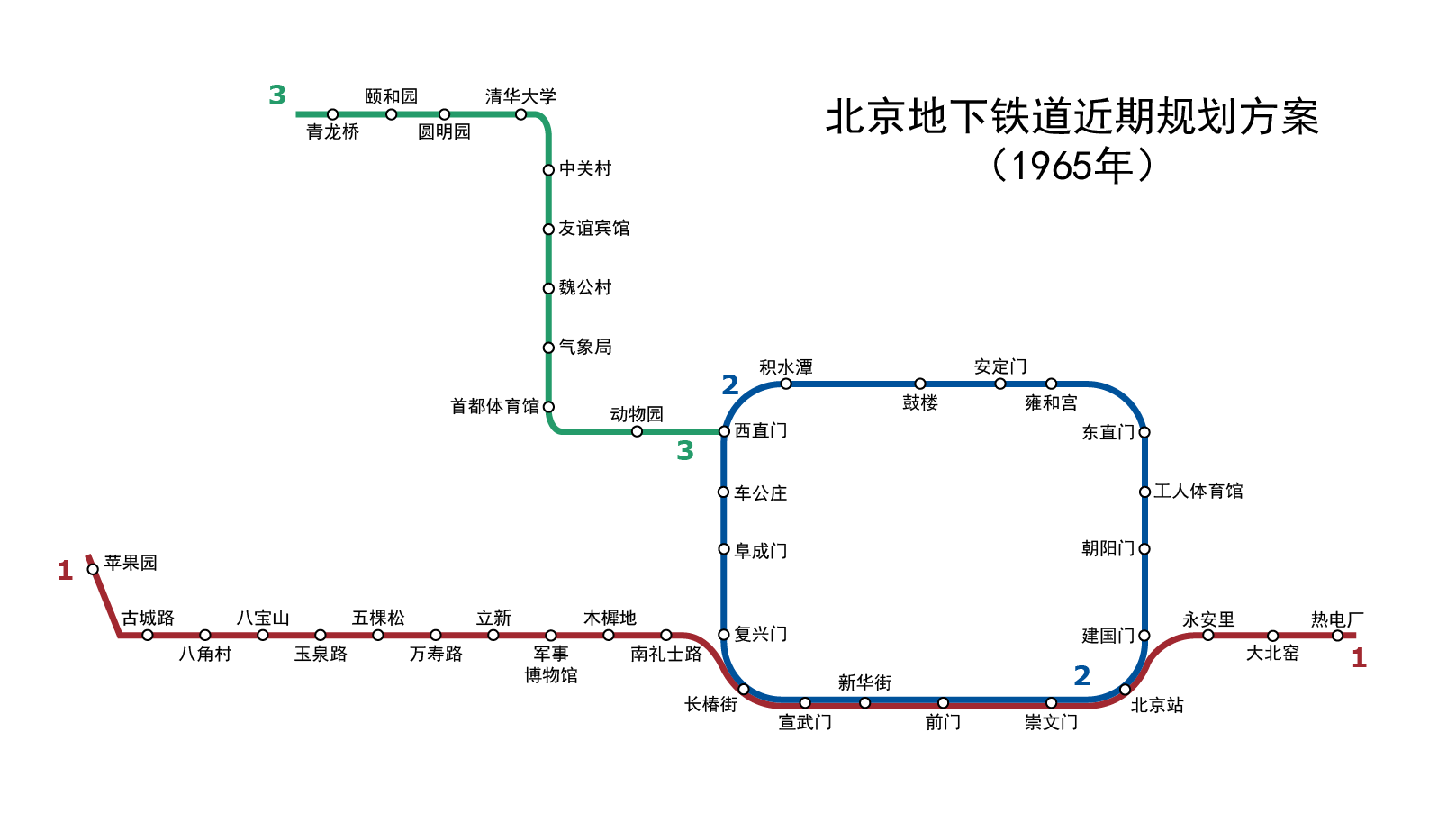
Progetto della metropolitana di Pechino al 1965. Il percorso rosso indica l'attuale linea 1, mentre quello blu la linea 2.

Nel 1965, il Comitato Centrale del Partito Comunista Cinese approvò il Rapporto sulla costruzione della metropolitana di Pechino, che definiva chiaramente il piano per realizzare le prime stazioni della metropolitana, tra cui la stazione di Fuchengmen.
Il 15 gennaio 1971 aprì al pubblico la prima fase della metropolitana di Pechino, nella tratta tra la stazione di Gongzhufen e la stazione ferroviaria di Pechino Centrale (oggi parte della linea 2). La stazione di Fuchengmen non era stata inserita nei progetti della fase precedente, ma in quella definita "seconda fase della metropolitana di Pechino". Infatti, nel marzo successivo iniziarono i lavori di costruzione della stazione di Fuchengmen, inserita appunto nella pianificazione della seconda fase della metropolitana di Pechino.
Il 20 settembre 1984 la stazione fu ufficialmente aperta al pubblico, entrando in funzione come stazione della linea della seconda fase (oggi linea 2). La linea operava lungo il secondo anello ferroviario nella sua sezione occidentale, settentrionale e orientale con un percorso a forma di "ferro di cavallo" e copriva il tratto tra le stazioni di Fuxingmen e Jianguomen, con un totale di 12 fermate e una lunghezza di 16,1 km.
Il 1° gennaio 2002 la "linea della seconda fase della metropolitana di Pechino" viene ufficialmente ridenominata linea 2.

## Posizione
La stazione si trova nell’area di Fuchengmen, nel punto in cui si incrociano Fuchengmen Outer Street e Fuchengmen Inner Street con Fuchengmen South Street e Fuchengmen North Street. La stazione è stata costruita al di sotto del secondo anello autostradale di Pechino e si orientata in direzione nord-sud rispetto a quest'ultimo.

## Struttura e impianti
La stazione di Fuchengmen è una stazione sotterranea strutturata in due piani interrati: al primo piano interrato è stato disposto l'atrio, con la biglietteria e il punto informazioni, mentre al secondo piano sotterraneo è stata costruita la banchina, la quale presenta una struttura a isola.
La stazione presenta quattro accessi, indicati con le lettere A, B, C, e D.

## Servizi
La stazione dispone di:
- Accessibilità per portatori di handicap (solo ingresso C)
- Emettitrice automatica biglietti
- Ascensori
- Servizi igienici
- Sportello automatico
- Stazione video sorvegliata
- Ufficio polizia

### Orari
Essendo una linea circolare, la linea 2 dispone di due percorsi concentrici che operano come segue:
- L'anello interno, da Jishuitan direzione Dongzhimen e Fuxingmen, con tratte ridotte che terminano a Xizhimen.
- L'anello esterno, da Xizhimen direzione Fuxingmen e Dongzhimen, con tratte ridotte che terminano a Jishuitan.

Per il servizio dell'anello interno, la prima corsa da Fuchengmen parte alle 5:28 mentre l'ultimo treno che esegue il percorso completo è alle 22:55. Per le tratte ridotte, l'ultimo treno con destinazione finale Xizhimen è previsto alle 23:39.
Riguardo l'anello esterno, la prima corsa è alle 5:13 mentre l'ultimo treno che esegue il percorso completo è previsto alle 22:18. L'ultima corsa ridotta fino a Jishuitan parte da Fuchengmen alle 23:03.

## Interscambi
- Fermata autobus